# Marek Belka
Marek Marian Belka (Łódź, 9 de enero de 1952) fue el primer ministro de Polonia desde 2 de mayo de 2004 hasta el 31 de octubre de 2005. Es quien llevó a cabo la retirada de tropas en Irak y negoció por Polonia en el marco de la Constitución Europea.
Marek Belka es Miembro Honorario de la Fundación Internacional Raoul Wallenberg.

## Condecoraciones
- Noviembre del 2010: Medalla honorífica Bene Merito, otorgada por el ministro de Relaciones Exteriores de Polonia.[1]